# Johan Sandstedt
Johan Sandstedt, född 29 oktober 1831 i Tjureda församling, Kronobergs län, död 9 september 1908 i Norsholm, Östergötlands län (folkbokförd i Malmö Karoli församling), var en svensk hemmansägare och riksdagsman.
Sandstedt var hemmansägare i Eknaholm i Tjureda. I riksdagen var han ledamot av andra kammaren 1873–1877, invald i Norrvidinge och Kinnevalds häraders valkrets.